# Sèrie alternada
En matemàtiques, una sèrie que alterna és una sèrie infinita de la forma
{\displaystyle \sum _{n=0}^{\infty }(-1)^{n}\,a_{n},}
amb an ≥ 0 (o an ≤ 0) per a tot n. Una suma finita d'aquesta classe és un suma alternada. Una sèrie alternada convergeix si el terme an convergeix a 0 monòtonament. L'error E introduït per aproximar una sèrie alternada amb la seva suma parcial de n termes ve donat per |E|<|an+1|.
Un condició suficient perquè la sèrie convergeixi és que convergeixi absolutament. Però això és sovint una condició massa dura de fet: no és una condició necessària. Per exemple, la sèrie harmònica
{\displaystyle \sum _{n=1}^{\infty }{\frac {1}{n}},\!}
divergeix, mentre la versió que alternada
{\displaystyle \sum _{n=1}^{\infty }{\frac {(-1)^{n+1}}{n}},\!}
convergeix al logaritme natural de 2. Un test més ampli per a la convergència d'una sèrie alternada és el test de Leibniz: si la successió {\displaystyle a_{n}} és monòtona decreixent i tendeix a zero, llavors la sèrie
{\displaystyle \sum _{n=0}^{\infty }(-1)^{n}\,a_{n}}
convergeix.
La suma parcial
{\displaystyle s_{n}=\sum _{k=0}^{n}(-1)^{k}a_{k}}
es pot fer servir per aproximar la suma d'una sèrie alternada convergent.
Si {\displaystyle a_{n}} és monòtona decreixent i tendeix a zero, llavors l'error
en aquesta aproximació és menor que {\displaystyle a_{n+1}}. Aquesta última observació és la base del test de Leibniz. En efecte, si la successió {\displaystyle a_{n}} tendeix a zero i és monòtona decreixent (com a mínim des d'un cert punt), es pot fàcilment demostrar que la successió de sumes parcials és una Successió de Cauchy. Assumint {\displaystyle m<n}
{\displaystyle {\begin{array}{rcl}\displaystyle \left|\sum _{k=0}^{m}(-1)^{k}\,a_{k}\,-\,\sum _{k=0}^{n}\,(-1)^{k}\,a_{k}\right|&=&\displaystyle \left|\sum _{k=m+1}^{n}\,(-1)^{k}\,a_{k}\right|=a_{m+1}-a_{m+2}+a_{m+3}-a_{m+4}+\cdots +a_{n}\\\ \\&=&\displaystyle a_{m+1}-(a_{m+2}-a_{m+3})-(a_{m+4}-a_{m+5})-\cdots -a_{n}<a_{m+1}\end{array}}}
(la successió que és monòtona decreixent garanteix que {\displaystyle a_{k}-a_{k+1}>0}; fixeu-vos que formalment es necessita tenir en compte si {\displaystyle n} és parell o senar, però això no canvia la idea de la demostració)
Com que {\displaystyle a_{m+1}\rightarrow 0} quan {\displaystyle m\rightarrow \infty }, la successió de sumes parcials és Cauchy i, per tant, la sèrie és convergent. Com que l'estimació anterior no depèn de {\displaystyle n}, també demostra que
{\displaystyle \left|\sum _{k=0}^{\infty }(-1)^{k}\,a_{k}\,-\,\sum _{k=0}^{m}\,(-1)^{k}\,a_{k}\right|<a_{m+1}.}
Les sèries alternades convergents que no convergeixen absolutament són exemples de sèries condicionalment convergents. En particular, el teorema de sèries de Riemann s'aplica a les seves reordenacions.